# Karen Bennett
Karen Bennett (Perth, Australia, 5 de febrero de 1989) es una deportista británica que compite en remo.
Participó en dos Juegos Olímpicos de Verano, obteniendo una medalla de plata en Río de Janeiro 2016, en la prueba de ocho con timonel, y el cuarto lugar en Tokio 2020, en cuatro sin timonel.
Ganó una medalla de plata en el Campeonato Mundial de Remo de 2015 y seis medallas en el Campeonato Europeo de Remo entre los años 2016 y 2023.

## Palmarés internacional
| Juegos Olímpicos   | Juegos Olímpicos         | Juegos Olímpicos  | Juegos Olímpicos   |
| Año                | Lugar                    | Medalla           | Prueba             |
| ------------------ | ------------------------ | ----------------- | ------------------ |
| 2016               | Río de Janeiro (Brasil)  | Medalla de plata  | Ocho con timonel   |
| Campeonato Mundial |                          |                   |                    |
| Año                | Lugar                    | Medalla           | Prueba             |
| 2015               | Aiguebelette (Francia)   | Medalla de plata  | Cuatro sin timonel |
| Campeonato Europeo |                          |                   |                    |
| Año                | Lugar                    | Medalla           | Prueba             |
| 2016               | Brandeburgo (Alemania)   | Medalla de oro    | Ocho con timonel   |
| 2017               | Račice (República Checa) | Medalla de bronce | Dos sin timonel    |
| 2018               | Glasgow (Reino Unido)    | Medalla de plata  | Ocho con timonel   |
| 2019               | Lucerna (Suiza)          | Medalla de plata  | Ocho con timonel   |
| 2021               | Varese (Italia)          | Medalla de bronce | Cuatro sin timonel |
| 2023               | Bled (Eslovenia)         | Medalla de plata  | Ocho con timonel   |